# Farsi male (singolo)
Farsi male è il singolo di debutto della cantautrice italiana Lil Jolie, pubblicato il 10 ottobre 2019.

## Descrizione
Il brano, scritto dalla stessa cantautrice con Giovanni Cerrati, è prodotto da Michele Lamonica, in arte CloseListen.

## Video musicale
Il video musicale, diretto da Filippo Lancellotti e Giovanni Macedonio, è stato pubblicato il 23 ottobre 2019 attraverso il canale YouTube della Warner Music Italy.

## Tracce
Testi di Angela Ciancio e Giovanni Cerrati, musiche di Gianluigi Alzano e Michele Lamonica.
1. Farsi male – 2:41

## Formazione
- Lil Jolie – voce
- Michele "CloseListen" Lamonica – pianoforte elettrico, produzione
- Zollo – masterizzazione, missaggio